# Ksar Kaddour
Ksar Kaddour (în arabă قصر قدور) este o comună din provincia Adrar, Algeria.
Populația comunei este de 4.742 de locuitori (2008).